# اوزیچی
اوزیچی (به صربی: Uzići) یک منطقهٔ مسکونی در صربستان است که در پوژگا واقع شده‌است. اوزیچی ۵٫۱۲ کیلومتر مربع مساحت و ۴۸۹ نفر جمعیت دارد و ۳۶۶ متر بالاتر از سطح دریا واقع شده‌است.